# Нисбетт, Ричард
Ри́чард Ни́сбетт (англ. Richard E. Nisbett, род. 1941) — американский психолог. Профессор социальной психологии Мичиганского университета (Энн-Арбор) . Научные интересы лежат в области социальной когниции, культуры, теории социальных классов и вопросов старения.

## Ранние годы
Защитил диссертацию в Колумбийском университете под руководством Стэнли Шехтера.

## Научные достижения
Наиболее значительной работой Нисбетта является статья «Telling more than we can know: Verbal reports on mental processes» (1977) в соавторстве с Т. Уилсоном. В статье впервые последовательно изложены аргументы, полученные эмпирическим путём, показывающие, что многие мыслительные процессы, отвечающие за преференции и эмоции, недоступны для сознания индивида. Авторы статьи утверждают, что путём самоанализа индивид может понять лишь «что он думает о том, как он думает», но не то, как он мыслит в действительности. Не все когнитивные психологи согласны с этим утверждением. В частности, альтернативное мнение высказали К. Андерс Эрикссон и Герберт Саймон.
В своей книге The Geography of Thought (2003) Нисбетт анализирует различия в процессах мышления различных народов. В частности, он утверждает, что жители западных стран и азиаты мыслили по-разному на протяжении тысячелетий, причём эти различия могут быть определены научными методами.
В книге «Intelligence and How to Get It: Why Schools and Cultures Count» (2010) Нисбетт утверждает, что факторы окружающей среды и школа важнее для развития интеллекта, чем генетические факторы. Книга получила многочисленные положительные отзывы как в прессе, так и в научной среде. Так психолог Дэниел Ошерсон из Пенсильванского университета писал, что «книга содержит значимый анализ факторов, определяющих уровень развития интеллекта». С другой стороны, были высказаны и критические замечания относительно того, что автор уделил недостаточно внимания генетическим факторам, определяющим как индивидуальные, так и групповые различия в развитии интеллекта.
Совместно с известным социальным психологом Эдвардом Джонсом ввел понятие феномена «участник-наблюдатель», заключающегося в различии объяснений происходящего со стороны участников или наблюдателей некоторого события.

## Книги и статьи
- Nisbett, R. and T. Wilson (1977). «Telling more than we can know: Verbal reports on mental processes» // Psychological Review 84(3): 231—259.
- Culture of Honor: The Psychology of Violence in the South (Westview Press, 1996)
- The Geography of Thought: How Asians and Westerners Think Differently… And Why (Free Press, 2003)
- Intelligence and How to Get It: Why Schools and Cultures Count (Norton, 2009)
- Mindware: Tools for Smart Thinking (FSG, 2015)

На русском
- Ричард Нейсбит. География мысли: Чем и почему мышление Востока отличается от мышления Запада = The Geography of Thought: How Asians and Westerners Think Differently… And Why / пер. с англ. Н. Парфёновой. — М.: Астрель, 2011. — ISBN 978-5-271-39427-0.
- Ричард Нисбетт. Что такое интеллект и как его развивать. Роль образования и традиций = Intelligence and How to Get It: Why Schools and Cultures Count. — М.: Альпина нон-фикшн, 2016. — (344). — ISBN 978-5-91671-574-3.
- Ричард Нисбетт. Мозгоускорители: Как научиться эффективно мыслить, используя приёмы из разных наук = Mindware: Tools For Smart Thinking. — М.: Альпина Паблишер, 2017. — 320 с. — ISBN 978-5-9614-5745-2.

## Награды
- Премия имени Дональда Кэмпбелла за выдающиеся исследования в социальной психологии (Общество исследований личной и социальной психологии[англ.]), 1982.
- Премия АПА за выдающийся вклад в психологию[англ.], Американская психологическая ассоциация (APA), 1991.
- Членство в Американской академии наук и искусств, 1992.
- Премия Общества экспериментальной социальной психологии[англ.], 1995
- Премия Американского психологического общества (APS)[англ.] за выдающиеся научные достижения (William James Fellow Award[англ.]), 1996.
- Избран в Национальную академию наук США, 2002[10]
- Премия Oswald-Külpe университета Вюрцбурга, Германия, 2007[11]